# صوفي سبينس
صوفي سبينس (بالإنجليزية: Sophie Spence)‏ هي لاعبة اتحاد الرغبي أيرلندية، ولدت في 26 فبراير 1987 في ساوث شيلدز ‏ في المملكة المتحدة.